# Malatesta Ungaro
Galeotto Malatesta, detto Malatesta Ungaro o più semplicemente l'Ungaro (giugno 1327 – Rimini, 17 luglio 1372), è stato un generale italiano, signore di Jesi e Rimini.

## Biografia
Era figlio secondogenito di Malatesta III Malatesta e di Costanza Ondedei, e fratello minore di Pandolfo. 
Ebbe una sola figlia legittima, Costanza, nata dal primo matrimonio (1344) con Violante d'Este, figlia di Obizzo e (forse) di Jacopa Pepoli. Costanza sposerà uno dei figli di Obizzo, Ugo. 
Galeotto Malatesta si unì poi in seconde nozze (2 maggio 1362) a Costanza d'Este, anch'essa figlia di Obizzo (dalla seconda moglie Lippa Ariosti, consolidando ulteriormente il legame con la casata estense, da cui non ebbe discendenza. 
Ebbe inoltre due figli illegittimi, Niccolò e Ludovico.

### Il condottiero
Fu armato cavaliere nel 1347 dal re Luigi I d'Ungheria e per questo assunse il soprannome Malatesta Ungaro. Insieme allo zio Galeotto combatté il signore di Fermo nel 1348, ma fu sconfitto e fatto prigioniero.
Nel 1353 fu al servizio degli Estensi e poi combatté contro la Grande Compagnia di Fra Moriale. Fu dato in ostaggio ai venturieri del Moriale fino al pagamento del riscatto imposto ai Malatesta.
Nel 1355 ottenne il dominio su Fossombrone in seguito ad accordi con il legato pontificio Egidio Albornoz.
Fece anche viaggi in diversi posti tra cui Francia, Inghilterra e la Terra santa.
Dal 1356 al 1359, al servizio dei pontifici, attaccò il forlivese per combattere contro gli Ordelaffi, a loro volta appoggiati dalla Grande Compagnia del Conte Lando. Inizialmente questa guerra vide prevalere gli Ordelaffi e la Grande Compagnia, ma quando i venturieri di questa compagnia furono corrotti dai pontifici, lasciarono il campo di battaglia e le milizie forlivesi rimasero da sole. Questa situazione agevolò l'Ungaro, che così poté battere gli avversari.
Nel 1362 l'Ungaro fu nominato capitano generale della Lega antiviscontea. Nel mese di aprile del 1363, a Solara, nei pressi di Faenza, inflisse una grave sconfitta alle truppe viscontee guidate da Bernabò Visconti ed Anichino di Bongardo.
Dai pontifici ricevette la nomina a Gonfaloniere della Chiesa nel 1367. Nello stesso anno fu alla guardia di papa Urbano V in marcia da Avignone a Roma.
Nel 1368 passò al servizio dell'imperatore Carlo IV di Boemia per reprimere una rivolta scoppiata in quel periodo a Siena, uscendo sconfitto nella battaglia della Croce del Travaglio. Successivamente combatté contro Perugia e i Visconti. Questi ultimi assoldarono Giovanni Acuto che sconfisse le milizie dell'Ungaro a Mirandola nel 1370.

### La morte
Decise di rientrare a Rimini. Venne colto da un malore che lo portò alla morte il 17 luglio 1372.